# Lily Loveless

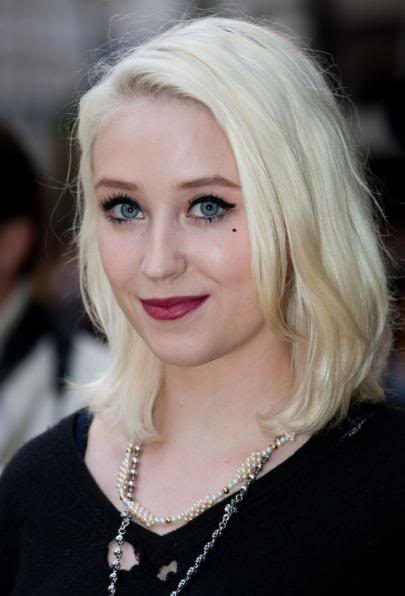
Lily Loveless (2013)

Lily May Loveless (* 16. April 1990 in Finsbury Park, London) ist eine britische Schauspielerin, bekannt für ihre Rolle als Naomi Campbell in der Serie Skins – Hautnah.

## Leben und Karriere
Lily Loveless besuchte die Millfields Community Primary School und die Cardinal Pole Roman Catholic School in Hackney, East London. 
Loveless hatte ihren ersten Auftritt im Fernsehen 2009 in der dritten Staffel von Skins – Hautnah. Dort spielte sie einen sexuell irritierten, politisch aktiven Teenager namens Naomi Campbell. Über ihren Charakter in der Serie sagt sie, dass es eine extremere Form ihrer selbst sei. Laut eigener Aussage halfen die intensiven und intimen Szenen in der Serie ihr dabei, sich als Schauspielerin weiterzuentwickeln und zu verbessern. Nach dem Ende der zweiten Generation von Skins – Hautnah spielte sie in Serien wie The Sarah Jane Adventures, The Fades und Bedlam eine Nebenrolle. 2020 spielte sie in der Miniserie Ich schweige für dich.

## Filmografie (Auswahl)
- 2009–2013: Skins – Hautnah (Skins, Fernsehserie, 19 Folgen)
- 2010: Combat Kids (Fernsehserie, 3 Folgen)
- 2011: Bedlam (Fernsehserie, Folge 1x03)
- 2011: The Sarah Jane Adventures (Fernsehserie, 2 Folgen)
- 2011: Sisters Hood (Sket)
- 2011: The Fades (Fernsehserie, 7 Folgen)
- 2012: Kommissar Wallander: Vor dem Frost (Fernsehserie, Folge 3x03)
- 2014: Fear of Water
- 2014: Inspector Banks (DCI Banks, Fernsehserie, 4 Folgen)
- 2015: Set the Thames on Fire
- 2016: Die Musketiere (The Musketeers, Fernsehserie, 2 Folgen)
- 2018: We the Kings
- 2018: The Royals (Fernsehserie, 3 Folgen)
- 2020: Ich schweige für dich (The Stranger, Miniserie, 7 Folgen)